# Coin Nord de Mitsamiouli
Maillots
Le Coin Nord de Mitsamiouli (en arabe : الركن الشمالي ميتساميولي), plus couramment abrégé en Coin Nord, est un club comorien de football fondé en 1961 et basé à Mitsamiouli, dans le nord de l'île de Grande Comore.
Il est le club comorien détenteur du plus grand nombre de victoires en championnats et en coupes nationales, ainsi que le premier club comorien à avoir participé à une compétition continentale, la Ligue des Champions de la CAF 2006.

Ancien logo

## Palmarès et bilan

### Palmarès
| Compétitions nationales | Compétitions régionales | Compétitions amicales                                                                              |
| --- | --- | -------------------------------------------------------------------------------------------------- |
| - Championnat des Comores (7) : - Champion : 1979-80, 1985-86, 1989-90, 2000-01, 2005, 2007 et 2011. - Vice-champion : 1983-84, 2002-03, 2008 et 2014. - Coupe des Comores (5) : - Vainqueur : 1982-83, 1984-85, 1986-87, 1988-89 et 2010. - Supercoupe des Comores : - Finaliste : 2011. - Coupe de la ligue des Comores (1) : - Vainqueur : 2009. | - Championnat de Grande Comore (3) : - Champion : 2000-01, 2005, 2007, 2008, 2011 et 2014. - Vice-champion : 2009, 2010 et 2012. | - Tournoi Adcs-Radio de Mitsamiouli : - Vainqueur : 2000 et 2001 - Coupe CGH : - Vainqueur : 2009. |

### Matchs du Coin Nord en compétitions internationales
| Année | Compétition                   | Tour              | Pays                  | Club               | Résultat         |
| ----- | ----------------------------- | ----------------- | --------------------- | ------------------ | ---------------- |
| 2006  | Ligue des champions de la CAF | Tour préliminaire | Drapeau de Maurice    | AS Port-Louis 2000 | 0-1 (E)          |
| 2008  | Ligue des champions de la CAF | Premier tour      | Drapeau de Maurice    | Curepipe Starlight | 0-2 (E), 1-0 (D) |
| 2012  | Ligue des champions de la CAF | Tour préliminaire | Drapeau de l'Éthiopie | Ethiopian Coffee   | 1-0 (D), 1-4 (E) |

D : domicile, E : extérieur